# Dietético (canción)
«Dietético» es el primer sencillo debut de la banda de rock latino Soda Stereo, lanzado en 1984 para su álbum debut.
Exponente de la música divertida, con ritmo bailable y letra humorística, «Dietético» fue el primer contacto que tuvo el público mainstream argentino con Soda Stereo, ya que la banda lo utilizó como su carta de presentación: fue su primer corte de difusión, con videoclip incluido (por entonces un formato reciente). Los Soda, aplicados estudiantes de publicidad, explotaron el juego de palabras entre el nombre de la banda (Soda) y la relación inherente que esta tiene con el título del tema (Dietético).
La canción fue un éxito y logró que la banda tuviera seguimiento entre el público.

## Difusión
La banda apostó fuertemente a «Dietético» como su caballito de batalla a la hora de presentarse al público por primera vez. Fue elegida para ser el primer videoclip de la banda, un formato nuevo en Argentina en aquel entonces. Una versión levemente más lenta del tema, que había sido grabada en un demo previo al álbum debut, musicalizó el videoclip.
El videoclip en sí tiene el mismo enfoque general que el de «Te hacen falta vitaminas», a pesar de que la mayor parte del mismo fue filmado en la casa de Zeta, mientras que el de «Te hacen falta vitaminas» fue filmado en la presentación de la banda para el programa Música total.
Además planificaron su primera campaña de prensa en torno a «Dietético» y la inherente relación que dicha palabra tiene con el nombre de la banda. Por lo cual, en entrevistas con los medios de prensa hicieron referencia a dicho juego de palabras, por ejemplo en una entrevista con el diario Clarín, que fue básicamente una tomada de pelo humorística a su entrevistador, esto decían:

"Nuestra música es dietética. Hacer adelgazar comiendo, pero ante cualquier duda consulte a su médico. Tratamos de mantener los cuerpos sanos y las mentes desaceleradas".
Gustavo Cerati, 23 de marzo de 1984.

## Letra
Como queda dicho, «Dietético» fue planificada como la carta de presentación de Soda a sus primeros públicos en Argentina, así que está pensado como si fuera un tema de apertura que presente a la banda y describa sus características. Esto se demuestra ya desde los primeros versos de la canción: "somos un conjunto dietético, tiramos una onda dietética".
Pero en sí la letra (y esto es típico del movimiento de la música divertida que irrumpió en la escena musical argentina de los '80) es más que nada humorística y de carácter desfachatado, no se toma a sí misma demasiado en serio.
«Dietético» hace referencia a la gran importancia que se le da en la sociedad moderna a tener una forma física esbelta y a las dietas continuas para conseguir ese método. Esto queda ejemplificado en una de las imágenes pertenecientes al videoclip, donde el baterista de la banda aparece sentado frente una mesa, dejando caer pastillas, haciendo alusión a algún medicamento para adelgazar, y con una taza de café, aparece en repetidas ocasiones riendo de una manera maníaca. Otra referencia pero ahora en la letra, está en la frase "Te quiero pero estas tan gorda, presiento que no sos moderna..."
Sin embargo, en sus últimos versos sucede un detalle curioso, que le da otro vuelo al tema. Allí la letra dice: "¡el régimen se acabó, se acabó!" A simple vista podría parecer que régimen está puesto en su significado de dieta alimenticia (siguiendo el contexto coherente del resto de la canción). Sin embargo, régimen también significa gobierno, y, teniendo en cuenta que la canción fue lanzada en 1984, apenas meses después de que el régimen militar argentino finalizara, la letra entonces estaría haciendo una velada alusión al fin de la dictadura. Tiempo después, cuando Soda empezó a tocar en otros países latinoamericanos, este pequeño detalle sería muy celebrado por sus fanes internacionales: en el caso de los chilenos aún estaban bajo una dictadura y ansiaban el retorno democrático.

## Música
El tema tiene una intro donde sólo suena el riff de guitarra, y luego se le suma el bajo y la batería. Este era un recurso bastante buscado por Soda en sus inicios, «Te hacen falta vitaminas» también lo posee.

## Historial en vivo
Fue interpretada desde su primer show en diciembre de 1982, hasta en la Gira Doble Vida, a principios de 1989.
Inclusive, fue ensayada varias veces en los ensayos previos a la Gira Me Verás Volver en 2007 pero no fue tocada en esa gira.[cita requerida]